# Oscar Anjewierden
Oscar Anjewierden (Emmercompascuum, 29 mei 1957) is een Nederlands jurist en rechter.

## Biografie
Anjewierden is een zoon van administrateur Johannes Anjewierden en Dorothea Magrietha Lommert; hij trouwde met vertaalster Engels drs. Johanna Maria Margot van Soest. Hij studeerde rechten aan de Rijksuniversiteit Groningen waarna hij universitair docent strafrecht werd aan de Universiteit Tilburg. Vanaf 1984 was hij de bewerker van de serie Cremers bijzondere strafwetten. In 1988 publiceerde hij Strafrecht en euthanasie.
Per 11 september 1996 werd hij benoemd tot rechter bij de rechtbank Leeuwarden.